# Barbacenia purpurea
Barbacenia purpurea är en enhjärtbladig växtart som beskrevs av William Jackson Hooker. Barbacenia purpurea ingår i släktet Barbacenia och familjen Velloziaceae. Inga underarter finns listade.